# Triatoma lecticularia
Triatoma lecticularia är en insektsart som först beskrevs av Carl Stål 1859.  Triatoma lecticularia ingår i släktet Triatoma och familjen rovskinnbaggar. Inga underarter finns listade i Catalogue of Life.